# محمود مسعودی
محمود مسعودی (متولد ۳ خرداد ۱۳۲۸ در رشت - )، نویسنده و مترجم فارسی‌زبان ساکن فرانسه است. از او یک رمان و سه داستان کوتاه به زبان فارسی و ترجمه‌های بسیاری از زبان‌های فرانسوی و انگلیسی به زبان فارسی منتشر شده‌است. معروف‌ترین اثر او تنها رمانش «سوره الغراب» است.

## زندگی
محمود مسعودی در ۳ خرداد ۱۳۲۸ در دهکدهٔ «ضیابر» رشت به دنیا آمد. او تا سن ۳۰ سالگی در رشت و تهران زندگی کرد و در ۲۹ آذر ۱۳۵۸ به کشور فرانسه مهاجرت کرد. این نویسندهٔ معاصر در حال حاضر با همسرش «مهناز شاهین» در حومهٔ پاریس زندگی می‌کند.
دربارهٔ دوره‌های مختلف زندگی محمود مسعودی هیچ اطلاع دیگری در دسترس نیست. او تاکنون نه هیچ مصاحبه‌ای انجام داده، نه در نشستی حاضر شده، نه بیانیه‌ای امضا کرده و نه در گروه و جمعیتی عضو و فعال بوده است. از او حتی عکس‌های زیادی در دسترس نیست و به بیان برخی از منتقدان «خود را به نفع آثارش عقب کشیده است.»

## آثار
پیش از انتشار آثار داستانی مسعودی، تنها یک ترجمه و یک مقاله از او منتشر شده بود. یکی نقدی است بر اجرای نمایش‌نامه «دشمن مردم» اثر هنریک ایبسن در سال ۱۳۴۸ و دیگری مقالهٔ سیاسی «اینجا که ما هستیم، و آنجا که دموکراسی» که بهمن‌ماه ۱۳۵۷ در روزنامه آیندگان به چاپ رسید.
سوره‌الغراب عنوان تنها رمان و معروف‌ترین اثر محمود مسعودی است که در مجلهٔ «زمان نو» (شماره ۱۳، شهریور ۱۳۶۵) در پاریس چاپ شد.
از دیگر آثار داستانی محمود مسعودی می‌توان به کتاب «باغ‌های تنهایی» شامل دو داستان کوتاه «خون کسان» و «در همسایگی حوض کاشی پادشاهان» و داستان کوتاه «گیلمجان» اشاره کرد.
«ارض باطله» نوشتهٔ «تی. اسو الیوت» یکی از برجسته‌ترین آثاری است که محمود مسعودی به فارسی ترجمه کرده و انتشارات سندباد آن در کتابی با نام «دِ وُیست لَند (ارض باطله)» به چاپ رسانده‌است. این کتاب شامل مقدمه‌ای به قلم محمود مسعودی بر شعر ارض باطله، ترجمهٔ شعر به همراه متن آن به زبان اصلی، یادداشت‌های شاعر و یادداشت‌های مترجم است.
محمود مسعودی همچنین آثاری از نویسندگانی همچون «ژاک دریدا»، «هانری میشو»، «ادمن ژابس»، «برنار ماری کلتس» و «میشل تورنیه» را به فارسی ترجمه کرده‌است. دسترسی به نسخهٔ الکترونیکی ترجمهٔ این آثار در وبلاگ محمود مسعودی برای عموم آزاد است.

### سوره الغراب
رمان سوره‌الغراب نخستین بار در مجلهٔ «زمان نو» (شماره ۱۲، شهریور ۱۳۶۷) در پاریس چاپ شد. این رمان بعدتر در سال ۱۳۸۰ توسط نشر باران در سوئد به شکل کتابی مجزا به چاپ رسید.
نشر باران در سال ۱۹۹۴ جایزه‌ای ادبی را پایه‌گذاشت. داوران این جایزه در نخستین دوره، به بررسی آثاری پرداختند که تا آن زمان در خارج از ایران منتشر شده بود. سوره‌الغراب که شش سال از انتشارش می‌گذشت، رمان برگزیدهٔ داوران این جایزه شد. نقد «پرتو نوری‌علا» بر این رمان نیز، که بهار ۱۳۷۲ در شماره ۱۳ فصلنامه «بررسی کتاب» منتشر شده بود، جایزه بهترین نقد ادبی را نصیب نویسنده‌اش کرد.
همچنین در جریان پویش «صد سال شمسی، ده داستان فارسی»، «حسین نوش آذر» داستان‌نویس و منتقد ادبی رمان سوره الغراب را در فهرست یکی از ده داستان برتر صد سال گذشته قرار داده‌است.

## مسعودی از نگاه دیگران
آثار محمود مسعودی به‌ویژه رمان سوره‌الغراب او تاکنون مورد توجه منتقدان بسیاری قرار گرفته‌است. مسعودی در همان سال‌های ابتدایی انتشار آثار داستانی‌اش توجه «هوشنگ گلشیری» را به خود جلب کرد. گلشیری در سال ۱۳۶۹ در مصاحبه‌ای با نشریهٔ آدینه می‌گوید: «خوب، در آن طرف مرزها هم خبری است، سوره الغراب مسعودی درآمده است و دیگر یکی دو داستانش هم هست که جالب است و راهی به دهی.»
پرتو نوری علا این رمان را حادثه‌ای مهم و قابل ملاحظه در زمینهٔ رمان مدرن فارسی دانسته‌است. او در نقد خود بر این رمان می‌نویسد: سوره‌الغراب با طغیان علیه سنت‌های به‌ظاهر بادوام هنری آغاز می‌کند و به تغییر در همه چیز، نگاهی که جذب می‌کند، ذهنی که می‌اندیشد، اندیشه‌ای که خاستگاه هنر می‌شود و شیوه و فرم و زبانی که در پیوندی جدایی‌ناپذیر با محتوای اثر است، به دگرگونی نظام اعتقادات و شیوه‌های زندگی ما می‌کوشد.»
«حورا یاوری» رمان سروه‌الغراب را در شمار آثاری چون «بوف کور» صادق هدایت قرار می‌دهد و می‌نویسد: «در آن دیروز و امروز و فردا به هم می‌آمیزد، و سرگذشت فرد به روایت بزرگتر و گسترده‌تری که سرگذشت اجتماع و سیر تاریخ است پیوند می‌خورد.»
«بهزاد کشمیری‌پور» این رمان را اثری برای بازخوانی یقین‌های فرتوت نامیده و نوشته‌است: «سوره‌الغراب رمانی چند لایه است؛ کاری است فکرشده و به‌غایت دقیق که بیش از آنکه خوانده شدن را از خواننده طلب کند، تفکر برانگیز است؛ دعوتی است به بازخوانی احکامی که شخصیت تاریخی و فکری ایرانیان را می‌سازد.»
همچنین «نسرین رنجبر ایرانی» رمان سوره‌الغراب را «کاری با ارزش‌های نوین و درخور توجه برای کل تاریخ رمان‌نویسی ایران» دانسته‌است. از نگاه «آوات پوری» مقاومتی خلاقانه با نظمی بی‌مانند در تار و پود ساختار و فرم این اثر نهفته‌است و «محمد عبدی» آن را از حیث جریان سیال ذهن و آمیختن رؤیا و واقعیت، یکی از غریب‌ترین و پیچیده‌ترین رمان‌های فارسی برشمرده است.